# San Martino Alfieri
San Martino Alfieri (San Martin d'Ast en piemontès) és un municipi situat al territori de la província d'Asti, a la regió del Piemont (Itàlia).
Limita amb els municipis d'Antignano, Costigliole d'Asti, Govone i San Damiano d'Asti.
Pertanyen al municipi les frazioni de Fagnani, Firano, Garibaldi, Marelli, Quaglia i Saracchi.